# Slaviša Žungul
Slaviša Žungul, né le 28 juillet 1954 à Požarevac, est un footballeur international yougoslave évoluant au poste d'attaquant. Aux États-Unis, il est connu sous le nom de Steve Zungul.
Sa carrière européenne se déroule de 1971 à 1979 et il joue exclusivement dans le club du Hajduk Split. Il est appelé à 14 reprises en sélection nationale et il est titulaire lors des deux matchs de son pays à l'Euro 1976. Il part ensuite aux États-Unis jusqu'au terme de la saison 1989-1990 où il joue principalement en MISL, la plus importante ligue de soccer intérieur professionnelle,.

## Palmarès
- Championnat de Yougoslavie (3)
  - Champion : 1974, 1975, 1979